# Selección de rugby de Italia
La selección de rugby de Italia representa al país en las competiciones oficiales y es apodada la Azzurri. Existe desde 1929 y es organizada por la Federazione Italiana Rugby.
Compite anualmente en el Torneo de las Seis Naciones, al que se unió en 2000, contra las mejores selecciones europeas: Escocia, Francia, Gales, Inglaterra e Irlanda. Participa en la Copa del Mundo cada cuatro años, donde nunca logró superar la fase de grupos y solo ganó dos partidos en su mejor resultado.
Integrada principalmente por los rugbistas del Benetton Rugby Treviso y Zebre Rugby, equipos del internacional United Rugby Championship, ha logrado vencer a Argentina, Australia, Escocia, Francia, Gales, Irlanda y Sudáfrica.

## Historia
El equipo, conocida también como la "Azzurri", juega en el circuito internacional desde 1929. Hasta 1997 participaba del Campeonato Europeo, nivel 2 del rugby europeo, bajo sus distintas denominaciones (Copa Europea, Copa de Naciones, Trofeo FIRA), y que ganó en su última edición en la que participó, en el bienio 1995/97. Durante décadas compitió con Rumania y la Unión Soviética por ser considerado el sexto mejor equipo europeo.
Italia ingresó en el año 2000 en el Torneo de Cinco Naciones, transformándolo en el actual Seis Naciones. A partir de entonces, el rugby italiano ha pasado a desempeñar un papel prominente. Al principio, hubo fuertes derrotas. Pero con el tiempo ha ganado competitividad, quedando cuartos en 2007 y 2013, e incluso en la derrota, las pérdidas con grandes diferencias han sido menos frecuentes. Los Azzurri han conseguido resultados respetables jugando en casa en años recientes.

### Copa del Mundo
Desde su primera edición de 1987, Italia siempre ha estado presente en el Mundial de Rugby, competición en la cual no ha sido todavía capaz de pasar de la primera ronda de grupos. El equipo ha desarrollado una reputación de ser un firme equipo de segundo rango. Las participaciones en 2003, 2007, 2011 y 2015 se han saldado de la misma manera: dos victorias y dos derrotas en la fase de grupos.
| Año                | Fase           | PJ | PG | PE | PP | PF  | PC   |
| Nueva Zelanda 1987 | Fase de grupos | 3  | 1  | 0  | 2  | 40  | 110  |
| Inglaterra 1991    | Fase de grupos | 3  | 1  | 0  | 2  | 57  | 76   |
| Sudáfrica 1995     | Fase de grupos | 3  | 1  | 0  | 2  | 69  | 94   |
| Gales 1999         | Fase de grupos | 3  | 0  | 0  | 3  | 35  | 196  |
| Australia 2003     | Fase de grupos | 4  | 2  | 0  | 2  | 77  | 123  |
| Francia 2007       | Fase de grupos | 4  | 2  | 0  | 2  | 85  | 117  |
| Nueva Zelanda 2011 | Fase de grupos | 4  | 2  | 0  | 2  | 92  | 95   |
| Inglaterra 2015    | Fase de grupos | 4  | 2  | 0  | 2  | 74  | 88   |
| Japón 2019         | Fase de grupos | 4  | 2  | 1  | 1  | 98  | 78   |
| Francia 2023       | Fase de grupos | 4  | 2  | 0  | 2  | 114 | 181  |
| Australia 2027     | Clasificado    |    |    |    |    |     |      |
| Total              |                | 36 | 15 | 1  | 20 | 741 | 1158 |
| ------------------ | -------------- | -- | -- | -- | -- | --- | ---- |

## Colores y símbolos de los uniformes

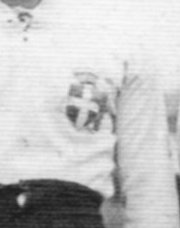
Las fasces soportando el
emblema de la Casa de Saboya

La camiseta de la selección, como gran parte de los uniformes de los deportistas que representan a Italia a nivel internacional, es "Azzurra" (Azul cielo), aunque la tonalidad ha ido variando a lo largo de los años.
En los comienzos, al igual que la selección de fútbol, los jugadores de rugby llevaban una camisa casi completamente blanca, adoptando después un color celeste que se fue oscureciendo hasta el Azul Saboya, que es el color con el que se uniformaron a partir de ese momento a los representantes de todos los deportes.
Este color es el del borde que rodea el emblema de la Casa de Saboya, que por entonces era la reinante en Italia.
Para completar el uniforme, los calcetines, que retomaron el color azul de la camiseta, y los pantalones, blancos.
La segunda equipación sería a la inversa: pantalones azules y camiseta y calcetines blancos.

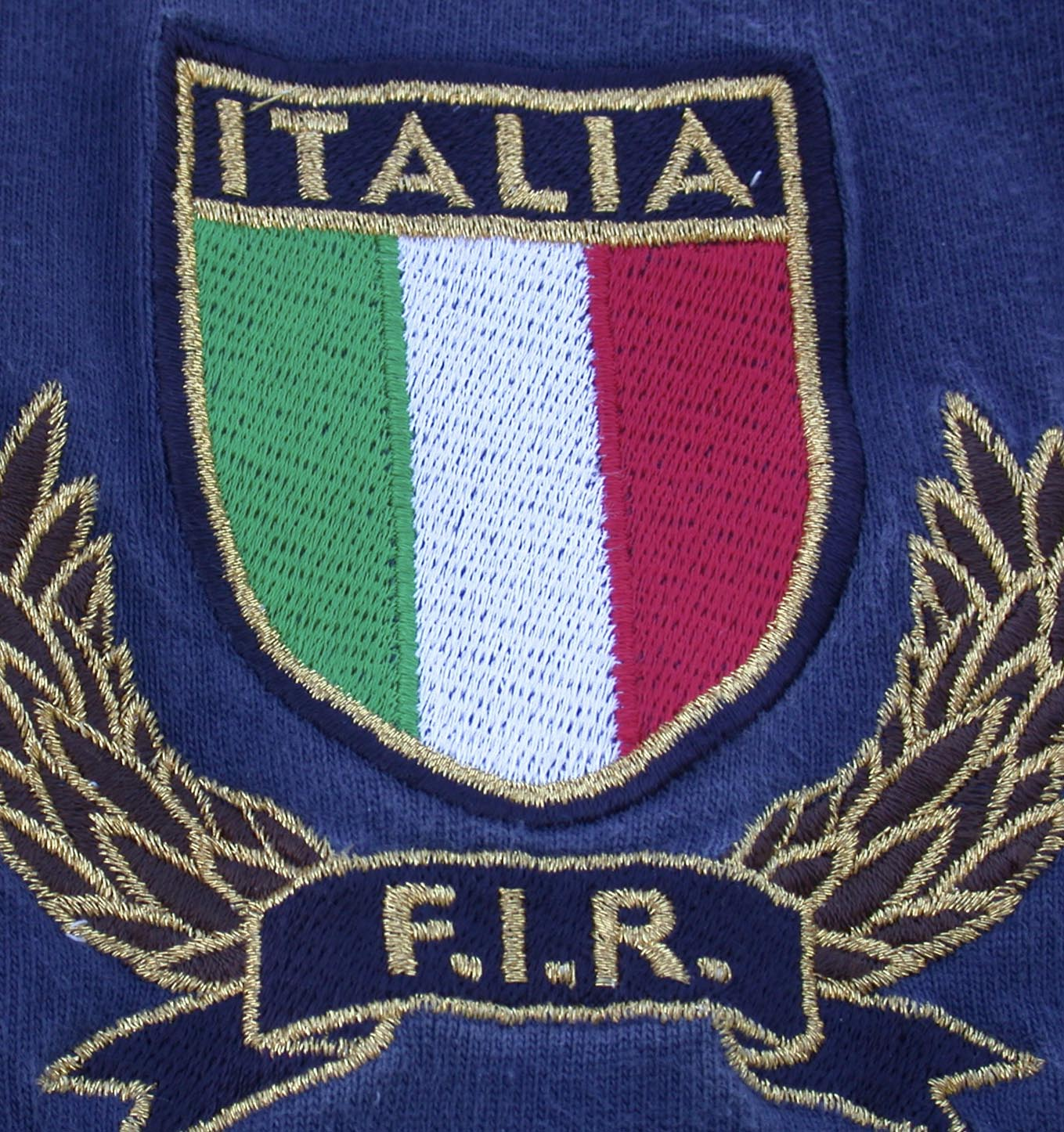
Foto reciente del escudo de la camiseta (2005)

Con el pasar de los años, el uniforme se estabilizó en cuanto a los colores, sin tener cambios significativos, manteniéndose siempre el cuello de la camiseta en "V" con las solapas blancas y el azul utilizado era un azul oscuro.
Pero más recientemente, con la llegada de Kappa se ha abandonado el cuello en "V" y se ha cambiado el color de la camiseta, haciéndola un poco diferente del resto de los representantes italianos, es decir, mientras que la selección de fútbol mantiene el azul más oscuro, la de rugby es más cercana al celeste.
Desde el 23 de enero de 2007 el patrocinador principal de la selección es el banco Cariparma (es decir la Caja de Ahorros de Parma y Piacenza), que sustituyó al francés Crédit Agricole.
El 26 de mayo de 2008 el acuerdo de patrocinio se prolongó hasta el 2011.
La selección italiana disputó su primer partido en 1929, que en la época se consideraba el "Año VII" de la era fascista.
Por eso, el escudo era el emblema de la Casa de Saboya apoyado en las fasces doradas.
Este fue el símbolo de casi todas los representantes deportivos italianos a nivel internacional hasta la caída del régimen.
Con la consiguiente abolición de la monarquía en 1946, se abandona también el emblema real y se adopta un escudo (scudetto) con la bandera tricolor con una corona de laurel dorada y, encima de todo, escrito "ITALIA" en dorado sobre fondo azul.
En el caso de la selección de rugby, debajo del escudo hay una tela azul con el acrónimo F.I.R (Federazione Italiana di Rugby).
Este es el escudo que figura hoy en día en las camisetas, aunque se ha visto sujeto a actualizaciones: en varios años el dorado de las hojas de laurel ha cambiado entre el dorado intenso y el cobrizo.
Ahora las hojas de la base, al igual que texto y el borde del escudo, son de color bronce.

## Entrenadores
Para una lista detallada y con la totalidad de los mismos, véase dicha sección en Historia de la selección de rugby de Italia.
- 1975–1977:  Roy Bish
- 1977–1978:  Gwyn Evans
- 1978–1981:  Pierre Villepreux
- 1981–1985:  Paolo Paladini
- 1985–1988:  Marco Bollesan
- 1988–1989:  Loreto Cucchiarelli
- 1989–1993:  Bertrand Fourcade
- 1993–1999:  Georges Coste
- 1999–2000:  Massimo Mascioletti
- 2000–2002:  Brad Johnstone
- 2002–2005:  John Kirwan
- 2005–2007:  Pierre Berbizier
- 2007–2011:  Nick Mallett
- 2011–2016:  Jacques Brunel
- 2016–2019:  Conor O'Shea
- 2019–2021:  Franco Smith
- 2021–2023:  Kieran Crowley
- 2023–:  Gonzalo Quesada

## Estadio
Todos los partidos del Seis Naciones que la Selección Italiana de Rugby juega como local tienen lugar en el Estadio Olímpico de Roma.
Aunque formalmente no hay un "Estadio Nacional" propiamente dicho, para los partidos más importantes (Seis Naciones y "Test Matches" de alto nivel) el lugar habitualmente elegido es el Stadio Flaminio de Roma, utilizado por primera vez para un partido de rugby en 1935 (por entonces "Estadio del Partido Nacional Fascista") para un partido no oficial contra Francia.
El primer partido como local se disputó, como ya se ha dicho antes, en 1930 en el Arena Civica de Milán.
En 1935 la selección catalana jugó en el Luigi Ferraris de Génova.
En la posguerra se jugó, frecuentemente, en Treviso (Stadio Comunale di Monigo), Rovigo (en el Comunale, posteriormente renombrado Stadio Mario Battaglini), Nápoles (Stadio Militare dell'Arenaccia) y, más recientemente, L'Aquila (Stadio Tommaso Fattori), Údine (Rugby Stadium "Otello Gerli" di Udine) y Bolonia (Stadio Arcoveggio).
También Catania (Stadio Santa María Goretti), pero más esporádicamente, ha acogido partidos de la selección.
En Padua, una de las capitales del rugby italiano, tres campos han acogido a la selección: el Stadio Plebiscito, que actualmente es el campo del Petrarca, el Estadio Euganeo, construido en 1994 y terreno del Calcio Padova, y el Stadio Silvio Appiani, lugar histórico que vivió en 1977 el ya citado partido entre el "XV del presidente" y los All blacks.
El Estadio Olímpico de Roma acogió dos partidos, uno de los cuales, el de 1995 contra Sudáfrica, fue el primer "Test Match" entre ambos equipos.
El otro fue un año más tarde, entre Italia y Gales.
Sin embargo, incluso en la era del Seis Naciones, la selección ha disputado varios "Test Match" en otras sedes aparte del Stadio Flaminio. Entre ellas algunas no citadas antes como: Asti, Benevento, Biella, Monza, Parma y Prato (sedes sobre todo de partidos de clasificación para el Mundial).
El partido que tuvo lugar el 15 de noviembre de 2008 en Turín contra Argentina fue el primer "Test Match" que, curiosamente, jugó la selección en la ciudad en la que nació el primer club italiano de rugby.

## Selección actual
El 22 de agosto de 2023, Kieran Crowley anunció los 33 jugadores para el equipo de la Copa Mundial de Rugby de 2023.
| Nombre              | Posición       | Fecha de nacimiento     | Encuentros | Club             |
| ------------------- | -------------- | ----------------------- | ---------- | ---------------- |
| Luca Bigi           | hooker         | 19 de abril de 1991     | 48         | Zebre Rugby      |
| Hame Faiva          | hooker         | 9 de mayo de 1994       | 7          | Sin equipo       |
| Giacomo Nicotera    | hooker         | 15 de julio de 1996     | 15         | Benetton Rugby   |
| Pietro Ceccarelli   | pilar          | 16 de febrero de 1992   | 29         | Perpignan        |
| Simone Ferrari      | pilar          | 28 de marzo de 1994     | 47         | Benetton Rugby   |
| Danilo Fischetti    | pilar          | 26 de enero de 1998     | 33         | Zebre Rugby      |
| Ivan Nemer          | pilar          | 22 de abril de 1998     | 13         | Benetton Rugby   |
| Marco Riccioni      | pilar          | 19 de octubre de 1997   | 22         | Saracens         |
| Federico Zani       | pilar          | 9 de abril de 1989      | 23         | Benetton Rugby   |
| Niccolò Cannone     | segunda línea  | 17 de mayo de 1998      | 33         | Benetton Rugby   |
| Dino Lamb           | segunda línea  | 18 de abril de 1998     | 3          | Harlequins       |
| Federico Ruzza      | segunda línea  | 4 de agosto de 1994     | 45         | Benetton Rugby   |
| Dave Sisi           | segunda línea  | 5 de febrero de 1993    | 28         | Zebre Rugby      |
| Lorenzo Cannone     | ala            | 28 de enero de 2001     | 12         | Benetton Rugby   |
| Toa Halafihi        | ala            | 27 de noviembre de 1993 | 11         | Benetton Rugby   |
| Michele Lamaro (c.) | ala            | 3 de junio de 1998      | 29         | Benetton Rugby   |
| Sebastian Negri     | ala            | 30 de junio de 1994     | 48         | Benetton Rugby   |
| Giovanni Pettinelli | ala            | 13 de marzo de 1996     | 14         | Benetton Rugby   |
| Manuel Zuliani      | ala            | 26 de abril de 2000     | 13         | Benetton Rugby   |
| Alessandro Fusco    | medio scrum    | 28 de octubre de 1999   | 15         | Zebre Rugby      |
| Alessandro Garbisi  | medio scrum    | 11 de abril de 2002     | 6          | Benetton Rugby   |
| Martin Page-Relo    | medio scrum    | 6 de enero de 1999      | 2          | Lyon Olympique   |
| Stephen Varney      | medio scrum    | 16 de mayo de 2001      | 21         | Gloucester Rugby |
| Tommaso Allan       | medio apertura | 26 de abril de 1993     | 75         | Perpignan        |
| Giacomo Da Re       | medio apertura | 29 de marzo de 1999     | 2          | Benetton Rugby   |
| Paolo Garbisi       | medio apertura | 26 de abril de 2000     | 27         | Montpellier      |
| Ignacio Brex        | centro         | 26 de mayo de 1992      | 26         | Benetton Rugby   |
| Luca Morisi         | centro         | 22 de febrero de 1991   | 47         | Sin equipo       |
| Pierre Bruno        | wing           | 28 de junio de 1996     | 13         | Zebre Rugby      |
| Monty Ioane         | Wing           | 30 de octubre de 1994   | 21         | Lyon Olympique   |
| Paolo Odogwu        | Wing           | 18 de junio de 1997     | 21         | Benetton Rugby   |
| Ange Capuozzo       | zaguero        | 30 de abril de 1999     | 12         | Stade Toulousain |
| Lorenzo Pani        | zaguero        | 4 de julio de 2002      | 3          | Zebre Rugby      |

## Estadísticas
La selección de rugby de Italia, hasta el 10 de junio de 2017, ha disputado 482 partidos. La victoria más amplia la logró frente a la República Checa 104-8 en Viadana el 18 de mayo de 1994, mientras que su mayor derrota fue frente a Sudáfrica 101-0 en Durban el 19 de junio de 1999.
A continuación, una tabla resumen de los resultados en test matches del XV de Italia a fecha 23 de noviembre de 2024.
| Oponente            | Jugados | Ganados | Perdidos | Empates | % de victorias |
| ------------------- | ------- | ------- | -------- | ------- | -------------- |
| Alemania            | 6       | 2       | 4        | 0       | 33.3%          |
| Argentina           | 24      | 5       | 18       | 1       | 20.8%          |
| Australia           | 19      | 1       | 18       | 0       | 5.2%           |
| Australia XV        | 2       | 0       | 2        | 0       | 0.0%           |
| Bélgica             | 2       | 2       | 0        | 0       | 100.0%         |
| Bulgaria            | 1       | 1       | 0        | 0       | 100.0%         |
| Canadá              | 10      | 8       | 2        | 0       | 80.0%          |
| Checoslovaquia      | 11      | 9       | 1        | 1       | 81.8%          |
| Croacia             | 1       | 1       | 0        | 0       | 100.0%         |
| England B           | 1       | 0       | 1        | 0       | 0.0%           |
| England U23         | 3       | 1       | 1        | 1       | 33.3%          |
| Escocia             | 37      | 9       | 28       | 0       | 24.3%          |
| Escocia A           | 3       | 1       | 2        | 0       | 33.3%          |
| España              | 27      | 23      | 3        | 1       | 85.1%          |
| Estados Unidos      | 5       | 5       | 0        | 0       | 100.0%         |
| Fiyi                | 12      | 6       | 6        | 0       | 50.0%          |
| France Espoirs      | 1       | 0       | 1        | 0       | 0.0%           |
| Francia             | 48      | 3       | 44       | 1       | 6.2%           |
| Francia XV          | 30      | 1       | 28       | 1       | 3.3%           |
| Gales               | 33      | 4       | 28       | 1       | 12.1%          |
| Georgia             | 4       | 3       | 1        | 0       | 75.0%          |
| Inglaterra          | 31      | 0       | 31       | 0       | 0.0%           |
| Inglaterra XV       | 1       | 0       | 0        | 1       | 0.0%           |
| Irlanda             | 37      | 4       | 33       | 0       | 10.8%          |
| Islas Cook          | 1       | 0       | 1        | 0       | 0.0%           |
| Japón               | 10      | 8       | 2        | 0       | 80.0%          |
| Junior All Blacks   | 1       | 0       | 1        | 0       | 0.0%           |
| Madagascar          | 2       | 2       | 0        | 0       | 100.0%         |
| Marruecos           | 8       | 6       | 2        | 0       | 75.0%          |
| Namibia             | 5       | 3       | 2        | 0       | 60.0%          |
| Nueva Zelanda       | 17      | 0       | 17       | 0       | 0.0%           |
| Nueva Zelanda XV    | 1       | 0       | 1        | 0       | 0.0%           |
| Pacific Islanders   | 1       | 0       | 1        | 0       | 0.0%           |
| Países Bajos        | 4       | 4       | 0        | 0       | 100.0%         |
| Polonia             | 7       | 6       | 1        | 0       | 85.7%          |
| Portugal            | 13      | 11      | 1        | 1       | 84.6%          |
| República Checa     | 1       | 1       | 0        | 0       | 100.0%         |
| Rumania             | 44      | 25      | 16       | 3       | 56.8%          |
| RFA                 | 14      | 13      | 0        | 1       | 92.8%          |
| Rusia               | 5       | 5       | 0        | 0       | 100.0%         |
| Samoa               | 9       | 3       | 6        | 0       | 33.3%          |
| Serbia y Montenegro | 3       | 3       | 0        | 0       | 100.0%         |
| Sudáfrica           | 16      | 1       | 15       | 0       | 6.2%           |
| Tonga               | 6       | 4       | 2        | 0       | 66.6%          |
| Túnez               | 3       | 3       | 0        | 0       | 100.0%         |
| Unión Soviética     | 14      | 4       | 9        | 1       | 28.5%          |
| Uruguay             | 5       | 5       | 0        | 0       | 100.0%         |
| Zimbabue            | 3       | 3       | 0        | 0       | 100.0%         |
| Total               | 542     | 199     | 329      | 14      | 36.71%         |

### FIRA
Italia jugó el Torneo FIRA de 1936 y 1937, resultando tercero y segundo respectivamente. Luego disputó la Copa Europea de 1952 y 1953, obteniendo el segundo puesto en ambas oportunidades.
Desde 1965 hasta 1973, Italia disputó la Copa de las Naciones FIRA, obteniendo el segundo puesto en 1965/66 y el tercero en 1966/67 y 1969/70.
Italia jugó el Trofeo FIRA desde 1973 hasta 1997. Logró el primer puesto en 1995/97, y el segundo puesto en 1975/76, 1981/82, 1982/83, 1990/92 y 1992/94.

### Seis Naciones[4]
Italia disputa el Torneo de las Seis Naciones desde 2000. Su mejor resultado ha sido el cuarto puesto en 2007 y 2013.
Su primer triunfo en el Seis Naciones fue en el partido inaugural de 2000 ante Escocia. En 2003 derrotó a Gales y en 2004 derrotó a Escocia, obteniendo así el quinto puesto en ambas ediciones. En 2006, Italia empató ante Gales como visitante en Cardiff.
En 2007, Italia derrotó a Escocia como visitante en Murrayfield, y a continuación venció a Gales como local, para culminar en el cuarto puesto. Italia obtuvo triunfos como local ante Francia e Irlanda en 2013, consiguiendo así el cuarto puesto. En 2015, Italia registró su segunda victoria en el Seis Naciones como visitante, nuevamente ante Escocia. Y en 2022, venció a Gales en Cardiff.
|                                           | Inglaterra | Francia | Irlanda | Italia | Escocia | Gales   |
| ----------------------------------------- | ---------- | ------- | ------- | ------ | ------- | ------- |
| Torneos                                   | 128        | 95      | 130     | 25     | 130     | 130     |
| Torneo Británico                          | 5 (4)      | -       | 4 (3)   | -      | 9 (2)   | 7 (3)   |
| Cinco Naciones                            | 17 (6)     | 12 (8)  | 6 (5)   | -      | 5 (6)   | 15 (8)  |
| Seis Naciones                             | 7          | 6       | 6       | -      | -       | 6       |
| Triunfos absolutos (Triunfos compartidos) | 29 (10)    | 18 (8)  | 16 (8)  | 0 (0)  | 14 (8)  | 28 (11) |
| Grand Slams                               | 13         | 10      | 4       | 0      | 3       | 12      |
| Triple Corona                             | 26         | N/A     | 13      | N/A    | 10      | 22      |

## Jugadores notables

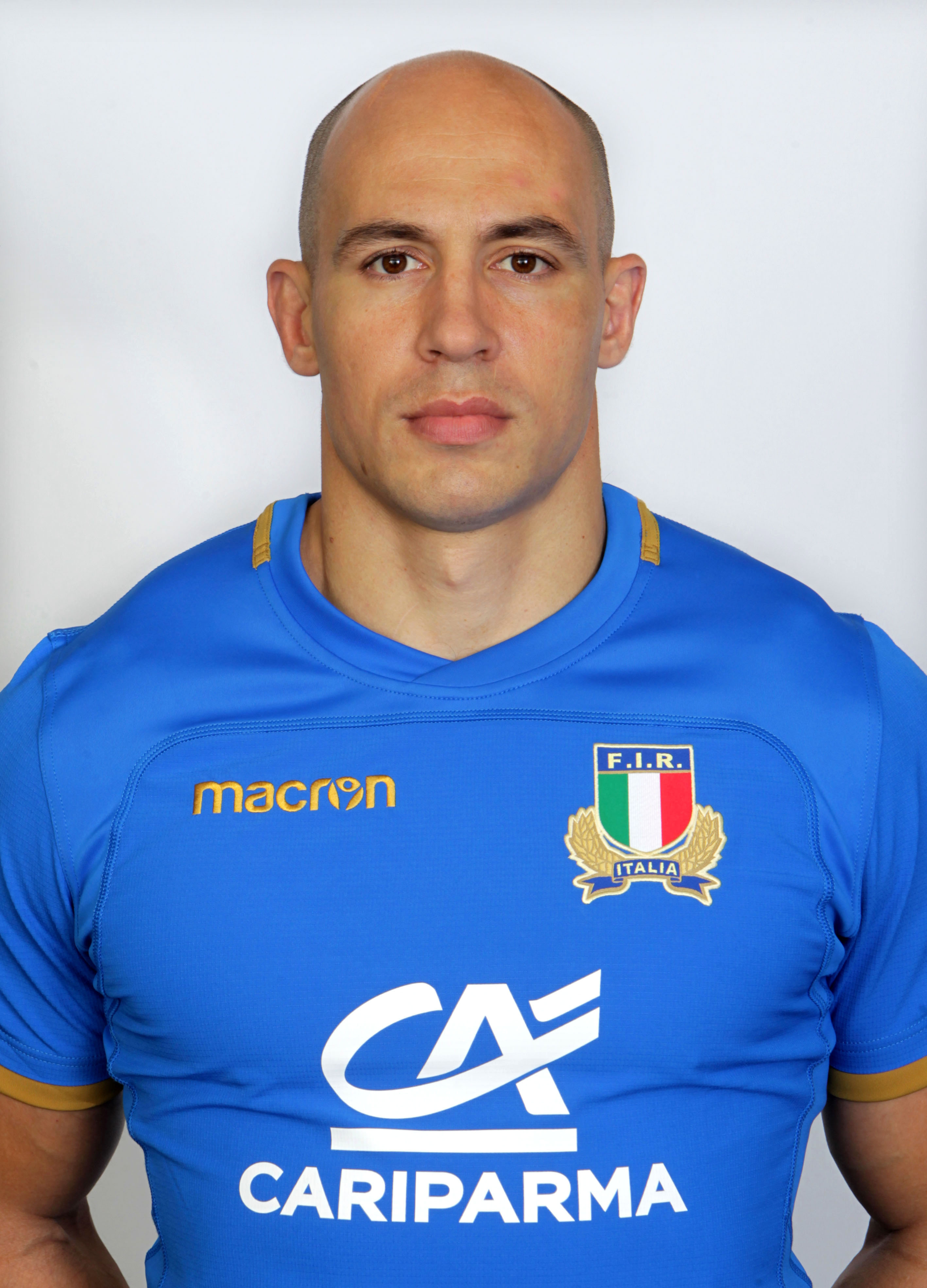
Parisse jugó más partidos y es considerado el mejor de la historia.

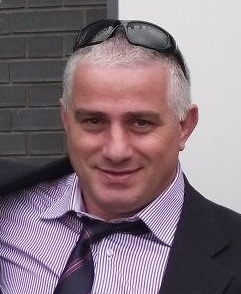
Cuttitta anotó más tries.

Hasta los Premios World Rugby 2024, el octavo Sergio Parisse es el único miembro del World Rugby Salón de la Fama.
Para los siguientes registros solo se consideran los partidos de prueba. En negrita los jugadores siguen activos y en cursiva continúan activos solo en sus clubes.

### Más pruebas jugadas
Pruebas actualizadas el 14 de junio de 2025
|    | Jugador               | Pruebas | Posición      | Carrera   |
| -- | --------------------- | ------- | ------------- | --------- |
| 1  | Sergio Parisse        | 142     | Octavo        | 2002–2019 |
| 2  | Martín Castrogiovanni | 119     | Pilar         | 2002–2016 |
| 3  | Alessandro Zanni      | 118     | Ala           | 2005–2020 |
| 4  | Marco Bortolami       | 112     | Segunda línea | 2001–2015 |
| 5  | Leonardo Ghiraldini   | 107     | Hooker        | 2006–2020 |
| 6  | Mauro Bergamasco      | 106     | Ala           | 1998–2015 |
| 7  | Andrea Lo Cicero      | 103     | Pilar         | 2000–2013 |
| 8  | Alessandro Troncon    | 102     | Medio scrum   | 1994–2007 |
| 9  | Andrea Masi           | 95      | Fullback      | 1999–2015 |
| 10 | Mirco Bergamasco      | 89      | Wing          | 2002–2012 |

### Máximos anotadores
Puntos actualizados el 14 de junio de 2025
|    | Jugador            | Puntos | Posición    | Carrera   |
| -- | ------------------ | ------ | ----------- | --------- |
| 1  | Diego Domínguez    | 983    | Apertura    | 1991–2003 |
| 2  | Tommaso Allan      | 554    | Apertura    | 2013–     |
| 3  | Stefano Bettarello | 483    | Apertura    | 1979–1988 |
| 4  | Luigi Troiani      | 294    | Fullback    | 1985–1995 |
| 5  | Ramiro Pez         | 260    | Apertura    | 2000–2007 |
| 6  | Mirco Bergamasco   | 256    | Wing        | 2002–2012 |
| 7  | Paolo Garbisi      | 241    | Apertura    | 2020–     |
| 8  | Luciano Orquera    | 154    | Medio scrum | 2004–2015 |
| 9  | David Bortolussi   | 153    | Fullback    | 2006–2008 |
| 10 | Carlo Canna        | 152    | Apertura    | 2015–2021 |

### Máximos anotadores de tries
Tries actualizados el 14 de junio de 2025
|    | Jugador             | Tries | Posición    | Carrera   |
| -- | ------------------- | ----- | ----------- | --------- |
| 1  | Marcello Cuttitta   | 25    | Wing        | 1987–1999 |
| 2  | Paolo Vaccari       | 22    | Wing        | 1991–2003 |
| 3  | Manrico Marchetto   | 21    | Wing        | 1972–1981 |
| 4  | Carlo Checchinato   | 21    | Octavo      | 1990–2004 |
| 5  | Alessandro Troncon  | 21    | Medio scrum | 1994–2007 |
| 6  | Serafino Ghizzoni   | 17    | Wing        | 1977–1987 |
| 7  | Mirco Bergamasco    | 17    | Wing        | 2002–2012 |
| 8  | Massimo Mascioletti | 17    | Wing        | 1977–1990 |
| 9  | Monty Ioane         | 16    | Wing        | 2020–     |
| 10 | Ivan Francescato    | 16    | Centro      | 1990–1997 |

## Palmarés
- European Nations Cup (1) : 1995-97[6]

- Trofeo Giuseppe Garibaldi (2): 2011 y 2013.

- Cuttitta Cup (1): 2024.

- FIRA Nations Cup - División 2 (2): 1968-69, 1973-74

- Juegos Mediterráneos Medalla de plata (4): 1955, 1979, 1983, 1993